# Syzygium wrightii
Syzygium wrightii är en myrtenväxtart som först beskrevs av John Gilbert Baker, och fick sitt nu gällande namn av Andrew John Scott. Syzygium wrightii ingår i släktet Syzygium och familjen myrtenväxter. IUCN kategoriserar arten globalt som sårbar.
Artens utbredningsområde är Seychellerna. Inga underarter finns listade i Catalogue of Life.